# Mestna vrata
Mestna vrata so bila vrata v mestnem obzidju ali kasneje na določenih lokacijah znotraj mesta. Imela so pomembno vlogo prehoda v mesto ali med mestnimi predeli. Kot simbol so pomembna še danes.

## Zgradba
Mestna vrata so imela na obeh straneh urjena stolpa, ki sta izstopala iz mestnega obzidja. Povezoval ju je mostovž ali stražarski hodnik. Nad pritličjem je bilo več nadstropij v katerih so stanovali stražarji. Včasih so imela nad vrati nadzidek.
V večjih mestih so bila mestna vrata prave samostojne arhitekture. Primer so mestna vrata Porta Nigra v Trierju.
Po izumu strelnega orožja so pred obzidjem zgradili poseben obrambni objekt s strelnimi linami, da bi branil mestna vrata. Tak primer je v mestu Lübeck v Nemčiji, kjer so med letoma 1466 in 1478 zgradili mogočna Holstenska vrata kot mogočen vojaški objekt.

## Uporaba
Mestna vrata so bila zgrajena, da bi zagotovila nadzorovan dostop do in odhod iz obzidanega mesta ljudem, vozilom, blagu in živalim. Odvisno od njihovega zgodovinskega konteksta so izpolnjevala naloge povezane z obrambo, varnostjo, zdravjem, trgovino, davki in predstavljanjem. Nadzor je vršilo ustrezno osebje z vojaškimi ali občinskimi pooblastili.
Mestna vrata so se prav tako pogosto uporabljala za prikaz različnih vrst informacij javnega značaja, kot so bila obvestila, davčni in carinski predpisi, lokalni predpisi in pravna besedila. Lahko so bila močno utrjena, okrašena z heraldičnim znakom (grbom), kipi ali napisi ali so se uporabljala kot lokacije za opozorila ali ustrahovanja, na primer za prikazovanjem glav obglavljenih kriminalcev ali javnih sovražnikov.
Mestna vrata, v eni ali drugi obliki, so se uporabljala po vsem svetu, v mestih od antičnih časov do okrog 19. stoletja. Veliko mest je zapiralo svoja vrata ob določenih urah vsak večer.
Z zmanjšanjem nevarnosti in svobodo, so mnoga obzidana mesta odstranila tako utrdbe kot mestna vrata, a so se mnoga le ohranila, a le zaradi zgodovinskega pomena in ne zaradi varnosti. Mnoga ohranjena vrata so obnovljena, restavrirana ali na novo zgrajena, kar daje  mestu ustrezen videz (kot so Bab Bou Jalous v Fesu).
Ob povečanju promet predstavljajo mestna vrata ozko grlo in ovirajo pretok prometa (kot so Temple Bar v Londonu, zato so bila nekatera v 18. stoletju porušena.

## V sodobnem času
V mestih, kjer so stara mestna vrata odstranili, so praviloma zgradili nove široke ceste ali nova naselja. Na pomembnih prometnih vpadnicah so v nekaterih mestih zgradili na poseben način oblikovane stavbe, ki so prevzele vlogo mestnih vrat oziroma ustvarjajo iluzijo mestnih vrat. Primer je Madrid kjer so v predelu Plaza de Castilla postavili Vrata Evrope, dve 114 m visoki stolpnici, nagnjeni druga proti drugi za 14,3º iz vertikale.

## Primeri

### Starodavni svet
- Mezopotamija: Ištarina vrata, Babilon

### Afrika
- Egipt:[Vrata Kaira
- Maroko: Bab Agnaou v Marakešu

### Azija
- Kitajska: Zhengyangmen in Deshengmen v  Pekingu
- Kitajska: Vrata Kitajske v Nankingu
- Kitajska: Mestna vrata Jianshui
- Indija: Gateway of India v Mumbaju (Maharaštra)
- Indija: Obzidje v Jaipuru (Radžastan)
- Indija: Obzidje in vrata v Aurangabadu (Maharaštra)
- Indija: Obzidje v Kota (Radžastan)
- Iran: Vrata Qur'an v Širazu
- Izrael:Vrata v obzidju starega Jeruzalema
- Japonska: Vrata Rajōmon, Kjoto
- Macao: Portas do Cerco - mejna vrata Macaa s sosednjim Zhuhai
- Pakistan: Obzidje Lahoreja
- Južna Koreja: Mestna vrata Seula, tudi Namdaemun in Dongdaemun
- Tajvan: Severna vrata Taipeija
- Jemen: Bab al Yemen v Sani

### Evropa
- Belgija: preostala mestna vrata Brugga: Kruispoort, Gentpoort, Smedepoort, Ezelpoort
- Belgija: Brusselpoort v Mechelenu
- Belgija: Waterpoort v Antwerpnu
- Belgija: Vrata Halle v Bruslju
- Hrvaška: Dubrovnik
- Češka: Prašná brána,  Praga
- Anglija: Rimska in srednjeveška vrata londonskega obzidja: Ludgate, Newgate, Aldersgate, Bishopsgate, Cripplegate, Moorgate, Aldgate
- Anglija: Westgate, Canterbury
- Anglija: Vrata znana kot Bars, York
- Francija: Porte de Joigny in Porte de Sens,  Villeneuve-sur-Yonne
- Francija: Porte de la Craffe, Nancy
- Francija: Porte des Allemands, Metz
- Francija: Porte Saint-Denis in Porte Saint-Martin, Pariz
- Francija: Porte Mars, Reims
- Francija: Porte Cailhau, Bordeaux
- Francija: Porte de la Grosse-Horloge,  La Rochelle
- Grčija: Vardarska vrata v Solunu
- Nemčija: Eigelsteintor, Hahnentor, Ulrepforte, Severinstor, Köln
- Nemčija: Brandenburška vrata, Berlin
- Nemčija: Holstentor, Lübeck
- Nemčija: Porta Nigra, Trier
- Nemčija: Stara vrata, Speyer
- Nemčija: Steintor, Rostock
- Nemčija: Rotes Tor, Wertachbrucker Tor, Vogeltor, Fünfgratturm,  Augsburg
- Nemčija: Isartor, Sendlinger Tor, Karlstor in Propylaea, München
- Nemčija: Martinstor in Schwabentor, Freiburg im Breisgau
- Grčija:Levja vrata v Mikenah, 13. st. pr. n. št.
- Italija: Porta Capuana, Porta San Gennaro, Port'Alba, Porta Nolana Neapelj
- Italija: Pusterla di Sant'Ambrogio, Porta Nuova (Medieval), Porta Nuova, Porta Ticinese (Medieval), Porta Ticinese, Milano
- Italija: Porta San Giovanni (Rome)|Porta San Giovanni]], in Rim
- Italija: Porta del Popolo, Porta Pinciana, Porta Tiburtina, Porta San Sebastiano, Porta San Paolo Rim
- Malta: Mestna vrata, Valletta
- Nizozemska: Amsterdamse Poort, Haarlem
- Nizozemska: Waterpoort (vodna vrata), Sneek
- Nizozemska: Vischpoort (ribja vrata), Elburg
- Nizozemska: Koppelpoort (kombinirana vrata), Amersfoort
- Poljska: Brama Portowa, Szczecin
- Poljska: Brama Młyńska, Stargard Szczeciński
- Poljska: Florianova vrata, Kraków
- Poljska: Żuraw, Gdańsk
- Portugalska: Arco da Porta Nova, Braga
- Portugalska: Portas da Cidade, Ponta Delgada, (Azori)
- Rusija: Vrata Voskresensky, Moskva
- Rusija: Zlata vrata, Vladimir
- Španija: Puerta del Sol, Madrid
- Švica: Mestno obzidje, Basel
- Turčija: Mnoga vrata Konstantinopla, danes Carigrad
- Ukrajina: Zoloti Vorota, Kijev
- Wales: Chepstow Town Gate

### Severna Amerika
- Port of Spain, Trinidad in Tobago
- Porte St-Louis (Vieux-Quebec) in Porte St-Jean (Vieux-Quebec), Quebec, Kanada

### Južna Amerika
- Peru : Vrata v Machu Picchu